# Michael Ley
Michael Ley (* 1955 in Konstanz; † 23. Oktober 2023) war ein deutscher Politikwissenschaftler.

## Leben
Ley studierte Soziologie in Berlin und Bremen und wurde promoviert. Bis zur Auflösung des Instituts im Jahr 2005 war er Direktor des Ludwig Boltzmann Instituts für Politik, Religion und Anthropologie der Ludwig Boltzmann Gesellschaft in Innsbruck.

## Kritik am Islamismus
Ley publizierte 2012 Die kommende Revolte bei Wilhelm Fink, München. Juli 2015 kam im Hintergrund Verlag, Osnabrück, sein Buch Der Selbstmord des Abendlandes. Die Islamisierung Europas heraus. In der Wiener Tageszeitung Die Presse hat Ley einige Thesen aus seinem Buch dargelegt. 2018 war Ley Mitherausgeber des Bandes Nationalmasochismus im Verlag Antaios des neurechten Publizisten Götz Kubitschek.
Im Selbstmord des Abendlandes skizziert Ley seine an der Aufklärung orientierte Vision der Entwicklung des Islam aus seinen christlichen Wurzeln heraus zur Religion von heute. Als Lösung für die Entwicklungskrise der islamisch geprägten Gesellschaften nennt Ley das Reformbeispiel des Reformjudentums ab dem 19. Jahrhundert, das den Weg zeige, wie eine Gesetzesreligion mit der Aufklärung kompatibel werden könne.
Für Ley ist der orthodoxe und der radikale Islam eine Geißel der Menschheit. Mit dem Historiker Egon Flaig bezeichnet Ley den Scharia-Islam als „die schlimmste Gefahr für Demokratie und Menschenrechte im 21. Jahrhundert“. Nur ein Islam ohne Scharia sei mit den Menschenrechten vereinbar. Doch diese Vision bleibe Zukunftsmusik, die Realität sehe anders aus. Die – so Ley – „Islamisierung Europas“ sei die sichtbarste Veränderung der meisten europäischen Gesellschaften. An dieser Entwicklung schieden sich die Geister: Während liberale und gebildete Bürger den aus Sicht Leys zunehmenden Einfluss des konservativen und radikalen Islams mit großen Bedenken betrachten und die Zukunft des Kontinents eher düster sehen würden, interpretierten ihre sogenannten progressiven Gegner diesen Prozess als kulturelle Bereicherung und Überwindung eines obsolet gewordenen Nationalstaates. Der Kampf der Vordenker eines radikalen postnationalen Europas gelte jeder nationalen Identität: Die autochthonen Europäer sollen offensichtlich auf jegliche nationale, kulturelle, religiöse sowie letztlich auch auf eine traditionelle sexuelle Identität verzichten. Selbst die radikalsten kommunistischen Intellektuellen wären seinerzeit in ihren Forderungen nicht so weit gegangen. Die Diskussionen nähmen geradezu groteske Formen an. Die Eliten der Gesellschaft würden nicht müde, große Teile der eigenen Bevölkerung des Rassismus und der Xenophobie zu bezichtigen, während große Teile der Bevölkerung längst das Vertrauen in die vermeintlichen politischen und medialen Vordenker verloren hätten.
Wohlmeinende Zeitgenossen versuchten eine vermittelnde Position einzunehmen, indem sie die Argumente der widerstreitenden Kulturkämpfer vorsichtig abwägen und die bestehende Desintegration vieler muslimischer Migranten mit Bedauern zur Kenntnis nehmen würden, aber gleichzeitig auf vermeintliche historische Traditionen eines weltoffenen Islams verwiesen, die in Europa eine postmoderne Renaissance erfahren sollten. Christen böten einen Dialog der Religionen an, um bestehende Vorurteile zu beseitigen, und schämten sich reumütig der Kreuzzüge eines imperialen Christentums. „Grünbewegte preisen ihren muslimischen Gemüsehändler als Ikone einer gelungenen Integration an. Feministinnen schweigen sich lieber über den Machismus von jungen Männern mit arabischem Migrationshintergrund aus“. Gekaufte Bräute und Ehrenmorde gehörten auch nicht zu den Lieblingsthemen ihrer Gesellschaftskritik. Bildungsforscher rühmten sich, dass aufgrund vermehrter Integrationsangebote die Quote muslimischer Maturanten zunähme, während ihre Kritiker auf die steigende Zahl krimineller Delikte islamischer Migranten verwiesen.
Den laut Ley exorbitanten Judenhass vieler Muslime und die Verachtung des Christentums relativierten die „Islam-Verteidiger“ mit dem, so Ley, Vorwurf eines anti-islamischen Rassismus der einheimischen Bevölkerung. Die politischen und intellektuellen Eliten stünden den Integrationsproblemen hilflos gegenüber und würden den Scherbenhaufen, den sie da angerichtet haben, am liebsten verschweigen. Eine öffentliche Debatte über die Zukunft der europäischen Einwanderungsländer werde von ihnen deshalb so weit wie möglich vermieden. Die Antwort auf den Zivilisationscrash könne deshalb nur in der Rückbesinnung auf die Grundlagen der europäischen Kulturen liegen: der nationalen, ethnischen, religiösen und kulturellen Vielfalt und der europäischen Werte des Humanismus und der Aufklärung.
Laut Peter Münch von der SZ will Ley nicht zwischen einem radikalen und einem moderaten Islam differenzieren. Bei einer Podiumsdiskussion habe sich Ley mit der Äußerung, Europa stehe „eine Islamisierung und eine Endlösung des Judentums bevor“, auch vor historischen Parallelen nicht gescheut.

## Fernsehen, Medien
Erste Auftritte hatte Michael Ley als Experte zum Nationalsozialismus in den Dokumentationen von Petrus van der Let wie „Erlöser“, die sich mit rechter Esoterik heute und den Anfängen des Nationalsozialismus auseinandersetzen. Ley interpretiert den Nationalsozialismus als politische Religion. Es sei ein „perverses“ christliches Erlösungsmodell mit den Wurzeln in den Anfängen des Christentums. Es folgten Auftritte bei „eswerdelichttv“ (OktoTV) zu den Themen Esoterik und Judenhass im Islam, Talk im Hangar 7 (Servus TV), Im Zentrum (ORF) zu den Themen Migration, Antisemitismus und islamistischer Terrorismus. Hier verteidigte er vehement eine migrations- und islamkritischen Standpunkt. „Islamismus“ sei für Ley nur eine Erfindung von „Gutmenschen“, die den Zusammenhang zwischen Islam und Gewalt nicht sehen wollten.
2017 trat er neben Henryk M. Broder, Laila Mirzo, Birol Kilic und Ex-Vizekanzler Heinz-Christian Strache im Kursalon in Österreich bei einer Diskussion über das Judenbild im Islam auf. Auf dieser Veranstaltung bezeichnete er den muslimischen Politikwissenschaftler Farid Hafez als Mitglied der Muslimbrüder, was eine gerichtliche Auseinandersetzung und Strafgeld für Michael Ley nach sich zog. Danach hielt Ley wiederholt Vorträge vor Versammlungen der AfD und sprach auch als Experte für Migration auf Einladung der AfD im Menschenrechtsausschuss des Deutschen Bundestages.

## Tod
Wenige Tage nach seinem Tod veröffentlichten Michael Stürzenberger und der Publizist der neuen Rechten, Martin Lichtmesz, Nachrufe auf Michael Ley. Laut Stürzenberger hätte Ley sich nach dem plötzlichen Tod seiner Frau das Leben genommen.